# Mariner Hill
Der Mariner Hill ist ein markanter, schneefreier, kegelförmiger und rund 500 m hoher Hügel an der Ostküste der westantarktischen Alexander-I.-Insel. Er ragt auf halbem Weg zwischen dem Syrtis Hill und den Two Step Cliffs auf.
Das UK Antarctic Place-Names Committee benannte ihn 1993 nach der Raumsonde Mariner 9, die als erste im Jahr 1971 den Planeten Mars umkreist hatte.